# 束松露香
束松 露香（つかまつ ろこう、1867年（慶応3年） - 1918年（大正7年）1月8日）は、日本の新聞記者、俳人、小林一茶研究家。本名、束松伊織。別号に我春堂、鳴子園、鉄牛。

## 経歴
1867年（慶応3年）出羽国村山郡水沢村（現・山形県西村山郡西川町）に束松隆三の長男として生まれた。家庭の事情で東京に出された、博文館から高田新聞社を経て信濃毎日新聞社の記者となる。1900年（明治33年）から信濃毎日新聞に「俳諧寺一茶」を連載（121回）し、一茶研究の先鞭をつける。1908年（明治41年)に一茶の郷里長野県柏原村に中村六郎らと一茶同好会を組織して一茶八十年追善俳句大会を開催したり、一茶関係書籍を刊行するなど精力的に活動した。1918年（大正7年）1月8日死去。

## 代表句
母を負うて踊って見たし盆の月

## 著作
- 『俳諧寺一茶』一茶同好会、1910年
- 『父の終焉日記』 : 一茶遺稿（束松露香 校訂） 岩波書店、1922年
- 『束松露香の大正六年日記 : 一茶を発掘した文人の三六五日』矢羽勝幸 校注・解説 信濃毎日新聞社、2003年